# Commission indépendante sur les abus sexuels dans l'Église
Pour les articles homonymes, voir Rapport Sauvé.
Pour des articles plus généraux, voir Abus sexuels sur mineurs dans l'Église catholique en France et Abus sexuels sur mineurs dans l'Église catholique.
Ne doit pas être confondu avec Commission indépendante sur l’inceste et les violences sexuelles faites aux enfants ou Ciivise.
La Commission indépendante sur les abus sexuels dans l'Église (Ciase), également appelée commission Sauvé, est une commission d'enquête française créée le 8 février 2019 et dirigée par Jean-Marc Sauvé. Dans son rapport de 2 500 pages rendu le 5 octobre 2021, elle établit les faits sur les abus sexuels sur mineurs et sur les personnes vulnérables dans l'Église catholique en France depuis les années 1950.
La commission estime qu'au moins 2,5 % à 2,8 % de prêtres et religieux ont commis des agressions sexuelles ou des viols sur environ 216 000 victimes, majeures et vivantes au moment de la rédaction du rapport. En incluant les agresseurs laïcs, le nombre de victimes est évalué à plus de 330 000. La Ciase décrit un phénomène « massif » et « systémique ».
Le rapport fait 45 recommandations, notamment en matière de réparations financières, et tranche la question de la responsabilité de l’institution.
L’Église annonce plusieurs décisions de réparation, mais elle est aussi divisée sur le diagnostic établi et les mesures à prendre. Huit membres de l’Académie catholique de France contestent certains aspects méthodologiques du rapport ; ils sont contredits notamment par le directeur du Centre pour la protection des mineurs de l'Université pontificale grégorienne et par le président de la Conférence des évêques de France.

## Historique

### Origine et objectifs
En novembre 2018, Jean-Marc Sauvé est nommé par la Conférence des évêques de France (CEF) et la Conférence des religieux et religieuses de France (Corref), à la tête de la Commission indépendante sur les abus sexuels dans l’Église depuis les années 1950,, sur la proposition de l'archevêque Georges Pontier. Cette désignation a lieu six jours après que la CEF a fait part de sa décision de fonder cette commission. Le porte-parole de la CEF, Olivier Ribadeau Dumas, affirme que l’Église recherchait « une personnalité dont la crédibilité et la notoriété seraient garantes de son impartialité et de son indépendance ». La commission doit établir les faits sur les abus sexuels sur mineurs dans l’Église et proposer des mesures correctives et réparatrices. Georges Pontier demande que la parole des victimes ne soit pas négligée.
De son côté, Jean-Marc Sauvé affirme qu’il a accepté cette mission parce que « ce sujet concerne des faits graves : des abus sexuels commis sur des jeunes et des personnes vulnérables dont les vies ont été durablement abîmées. Par ailleurs, l’Église s’engage dans une démarche de retour sur elle-même et de transparence sur des défaillances ayant pu exister en son sein, de réparation et de réforme permettant d’éviter la réitération des problèmes rencontrés. » Le vice-président honoraire du Conseil d’État souligne que « seul l’établissement de la vérité permettra de sortir de l’ère de suspicion et de controverse assez vive dans laquelle nous sommes entrés. ». La « commission Sauvé » décide de prendre aussi en compte les cas d’abus sexuel sur majeurs « dans le cadre d’une relation de hiérarchie ».

### Composition
La commission, dont la composition est rendue publique le 7 février 2019, se veut impartiale ; elle comprend 22 membres, douze hommes et dix femmes. Jean-Marc Sauvé l’a composée seul, aucun prêtre ou religieux n'y siège, il n'y a pas non plus de membres d’associations de victimes ou de militants sur le sujet. Ses membres sont des experts reconnus dans leur domaine : la psychiatrie, le droit, la théologie, la sociologie, l'anthropologie, etc. La commission compte des croyants de différentes confessions, des agnostiques et des athées.
Outre Jean-Marc Sauvé, la commission est composée de : 
- Laëtitia Atlani-Duault, anthropologue, directrice scientifique à la Fondation Maison des sciences de l’homme, directrice de recherche au CEPED (IRD, INSERM, université Paris V),
- Nathalie Bajos, sociologue-démographe, directrice de recherche à l'INSERM,
- Thierry Baubet, professeur de psychiatrie de l'enfant et de l'adolescent à l'université Paris 13, chef de service à l'hôpital Avicenne et codirecteur scientifique du Centre National de Ressources et de Résilience (CN2R),
- Sadek Beloucif, professeur des universités-praticien hospitalier, université Paris 13, chef de service d'anesthésie-réanimation à l'hôpital Avicenne,
- Jean-Marie Burguburu, avocat au barreau de Paris et ancien bâtonnier,
- Alice Casagrande, directrice de la formation, de l'innovation et de la vie associative à la Fédération des établissements hospitaliers et d'aide à la personne privés non lucratifs, vice-présidente de la Commission de lutte contre la maltraitance du Haut Conseil de la famille, de l'enfance et de l'âge et du Conseil national consultatif des personnes handicapées,
- Alain Cordier, ancien vice-président du Comité consultatif national d'éthique, ancien directeur de l'Assistance Publique-Hôpitaux de Paris et ancien président du directoire de Bayard Presse,
- Carole Damiani, docteure en psychologie, directrice de l’association Paris Aide aux victimes,
- Anne Devreese, directrice générale de l'École nationale de protection judiciaire de la jeunesse,
- Antoine Garapon, magistrat, secrétaire général de l'Institut des hautes études sur la Justice,
- Didier Guérin, magistrat,
- Astrid Kaptijn, professeure de droit canonique, vice-rectrice sortante de l'université de Fribourg (Suisse),
- Christine Lazerges, professeure émérite de l'université Panthéon-Sorbonne, ancienne présidente de la Commission nationale consultative des droits de l'homme,
- Laurence Marion, haut fonctionnaire,
- Joël Molinario, théologien, professeur à l'Institut catholique de Paris, directeur de l'Institut supérieur de pastorale catéchétique,
- Marion Muller-Colard, théologienne, docteure de la faculté protestante de l'université de Strasbourg, membre du Comité consultatif national d'éthique pour les sciences de la vie et de la santé,
- Stéphane de Navacelle, avocat aux barreaux de New-York et de Paris, membre du Conseil de l'Ordre[10],
- Philippe Portier, historien et sociologue, premier vice-président de l'École pratique des hautes études,
- Jean-Pierre Rosenczveig, magistrat honoraire, ancien président du tribunal pour enfants de Bobigny, membre du bureau du Conseil national de la protection de l'enfance, membre du Collège droits des enfants auprès du Défenseur des droits, expert auprès de l'UNICEF, enseignant à l'université Paris-Nanterre en droit pénal des mineurs auteurs et victimes,
- Florence Thibaut, professeure de psychiatrie et d'addictologie à la faculté de médecine Paris Descartes, médecin adjoint du chef de service de psychiatrie-addictologie à l'hôpital Cochin, membre de l'Institut de psychiatrie et neurosciences de Paris (INSERM U 894), présidente de l'International Association of Women’s Mental Health,
- Jean-Pierre Winter, psychanalyste.

La commission est aidée par : 
- Sylvette Toche, secrétaire générale de la commission
- Camille Clausse-Pujo, chargée de mission

et pour l'audition des victimes par :
- Lucile Lafont,
- Françoise Neher,
- Sylvie Pantz.

Cette nomination consensuelle fait l'objet d'une large approbation,, notamment auprès de certaines victimes d'abus sexuels. Pour François Devaux, le président de La Parole libérée, « c’est [en 2018] une belle promesse ».

### Financement
Les membres travaillent à titre gracieux. Le budget de fonctionnement est de 3,5 millions. Un tiers est pris en charge par la Corref et le reste par la Conférence des évêques de France,,.

### Travaux
La Ciase s'est organisée en quatre groupes de travail (« victimes et réparation, ecclésiologie, théologie, gouvernance de l’Église, droit canon, droit civil et évaluation des mesures prises par l’Église »), et a lancé trois enquêtes scientifiques : une sur les archives de l’Église, une autre sur l’ampleur du phénomène et une troisième sur son traitement par la presse. Un appel à témoignages est lancé le 3 juin 2019, en partenariat avec la fédération France Victimes. Au total, France Victimes est contacté par 2 738 personnes différentes, dont 1 627 acceptent de répondre à un questionnaire de recherche. Beaucoup d'entre elles sont auditionnées par la Ciase.

## Contenu du rapport

### Ampleur des violences sexuelles

#### Estimations préalables au rapport
Les résultats provisoires en juin 2020 font état d'au moins 3 000 victimes d’abus sexuels dans l’Église depuis 1950 en France ; l’appel à témoignages est prolongé jusqu’au 31 octobre et les enquêtes auprès des archives sont encore[Quand ?] en cours.
En mars 2021, son rapport d'étape mentionne au moins 10 000 victimes de prêtres pédocriminels en France depuis 1950.

#### Nombre de pédocriminels
Le rapport de 2 500 pages est rendu public le 5 octobre 2021. Il estime notamment, selon une « fourchette minimale », qu'il y a eu « entre 2 900 et 3 200 » pédo-criminels au sein de l’Église catholique en France depuis 1950. Le rapport insiste sur les deux profils de prédation, soit ponctuel c'est-à-dire ayant fait très peu de victimes, soit habituel, c'est-à-dire ayant un nombre très élevé de victimes sur une longue période et parfois de façon organisée, principalement lorsque les victimes sont des jeunes garçons. Selon la première hypothèse, il y aurait  entre 5 et 7% d'agresseurs au sein de l'Église catholique de 1950 à nos jours, et selon la seconde hypothèse, il y aurait entre 2,5 et 2,8% de prédateurs avec un beaucoup plus grand nombre de victimes par agresseur. Sachant que les victimes sont majoritairement des enfants de sexe masculin, la commission établit un ratio d'environ 3% de pédo-criminels au sein de l’Église catholique en France depuis 1950.

#### Victimes religieuses
Le rapport Sauvé évoque les violences sexuelles à l'encontre des religieuses, des majeures vulnérables, sans toutefois donner un chiffrage du nombre de victimes. Pour la sociologue Julie Ancian dont les travaux sont relayés par la commission : « Comme pour les mineurs agressés, il ne s’agit pas que de quelques cas de « brebis galeuses », mais de quelque chose de systémique »,.

#### Nombre de victimes
Le nombre de victimes, majoritairement masculines, est estimé à 216 000 (dont 32% ont subi des viols) si l'on ne compte que les violences commises par les clercs et religieux, et 330 000 en incluant les laïcs travaillant dans des institutions de l’Église (écoles, catéchismes, mouvements de jeunesse…), soit plus de douze enfants violentés chaque jour, sans compter ceux qui n'ont pas témoigné, parmi lesquels les personnes décédées depuis ou les personnes encore mineures. Le rapport décrit aussi les graves dysfonctionnements de l’institution.

### Recommandations
La Ciase formule 45 recommandations, dont les associations réclament l'application.

#### Réparations financières
Pour la Ciase, l’Église doit « endosser une responsabilité à caractère à la fois individuel et systémique ». La responsabilité juridique est tant pénale que civile, et doit se traduire par des réparations financières, plutôt qu'une simple « contribution financière », proposée en mars 2021 par l'assemblée plénière des évêques. S'opposant encore aux évêques, la Ciase insiste pour que ces indemnisations soit administrées par un organisme indépendant qui puisera dans le patrimoine de l'Église, sans faire appel à la générosité des fidèles. Contrairement à cette recommandation, Éric de Moulins-Beaufort fait appel aux fidèles de l’Église pour récolter les fonds nécessaires aux indemnisations des victimes.

##### Mise en place des réparations
En deux mois, le Fonds de secours et de lutte contre les abus sur mineurs (Selam) réunit vingt millions d’euros, principalement à partir des contributions des  diocèses, mais aussi de dons personnels. En avril 2022, 526 victimes avaient saisi l'une des deux commissions créées en novembre 2021 pour obtenir une reconnaissance et une réparation et un barème est prévu, avec un plafond de 60 000 € par victime. La Conférence des évêques de France crée en novembre 2021 l'Instance nationale indépendante de reconnaissance et réparation (Inirr), présidée par Marie Derain, qui présente son fonctionnement le 1er juin 2022. Trois critères sont pris en compte pour le calcul de l'indemnisation : la gravité des faits, les conséquences psychologiques et la façon dont l'Église a réagi (ou non) associée à une échelle d'évaluation de 1 à 10  comme par exemple, 1/10 pour une exhibition sexuelle, 10/10 pour des viols répétés.
Les associations de victimes n'ont pas été associées au processus, et adressent à l’Inirr des reproches majeurs concernent les grilles d’évaluation mises en place pour aboutir aux indemnisations, et les délais imposés par l’Inirr pour traiter les demandes.
Un an après la remise du rapport, seuls 60 dossiers d'indemnisation ont abouti. En février 2023, Jean-Marc Sauvé affirme que les deux commissions indépendantes ont reçu 1800 demandes et un certain nombre de dossiers ont obtenus des reconnaissances et une indemnisation tandis que la majorité des dossiers reste en cours d'examen.

#### Gouvernance de l'Église
La gouvernance de l’Église est « invitée à s’interroger en profondeur » sur « les conséquences de la concentration entre les mains de l’évêque des pouvoirs d’ordre [sacramentel] et de gouvernement ». La commission invite à ce que toutes les formes de survalorisation du prêtre ou d'abus de pouvoir par rapport aux fidèles soient identifiées. Il est préconisé de renforcer, dans les instances décisionnelles de l’Église catholique, la présence des laïcs et notamment des femmes.

#### Évolution du  droit canonique en matière pénale
La commission estime que la loi implique que le secret de la confession ne doit pas permettre aux confesseurs de se soustraire à l’obligation de signalement au parquet des cas de violence sexuelles,. Rappeler cette obligation de signalement pourrait protéger les mineurs à l'avenir.
Un recueil anonymisé de décisions de la justice canonique devrait être mis en place. Les tribunaux pénaux canoniques devraient permettre le droit au recours, à l'accès effectif à un tribunal et au libre choix de l'avocat. Ils devraient être mis en place sans délai, en intégrant des prêtres experts et des juges laîcs formés.
Les communications entre les diocèses et les ministères publics devraient être généralisées, avec un engagement de la part des diocèses de remonter les signalement et un engagement de rapidité des enquêtes de la part des ministères publics.

#### Sélection et la formation des séminaristes et des novices.
La commission préconise d'inclure dans la formation continue du clergé des modules relatifs à la lutte contre la pédo-criminalité mais aussi à l'emprise sur les personnes. L'intégrité physique et psychologique des personnes ne peut en aucun cas être mise en cause. Les formateurs et les superviseurs doivent être eux-mêmes particulièrement formés,.

#### Personnes en contact avec les mineurs
La commission préconise la vérification systématique des antécédents judiciaires de toute personne en contact avec des mineurs ou des personnes vulnérables. Elle demande également que tout prêtre ou religieux en contact régulier avec des mineurs connaisse les obligations de signalement à la justice, dispose d'un référent concernant les situations ambigües ou à risque, et ait une vigilance en continu et des prises de recul régulières.

#### Célibat sacerdotal
La commission demande l'ouverture de la réflexion sur le célibat sacerdotal, notamment à la suite du synode sur l'Amazonie proposant d'expérimenter l'ordination d'hommes mariés.

#### Catéchèse
La commission demande que soit enseignée la pensée critique en toutes circonstances et à tous les niveaux de formation.

#### Reconnaissance
La commission appelle à reconnaître le rôle systémique et civique de l'Église, et à mettre en place des dispositifs concrets comme un mémorial des victimes ou des célébrations liturgiques en leur mémoire.

#### Mise en place d'un suivi
La commission demande la mise en place d'une instance commune à la conférence des évêques de France et à la conférence des religieux et religieuses de France chargée de mesurer les statistiques liées au violences sexuelles et assurer le lien avec les victimes. Elle doit communiquer avec ses homologues publiques ou privées et comporter des experts indépendants.

## Réactions

### Clergé
Le pape François a pris connaissance du rapport Sauvé « avec douleur ». Il demande à l'« Église de France, afin que, ayant pris conscience de cette effroyable réalité (...) elle puisse entreprendre la voie de la rédemption ». Éric de Moulins-Beaufort, président de la Conférence des évêques de France, exprime sa « honte et son effroi ». Il s'engage à ce que la parole des victimes « ne reste pas sans effet ». Mais interrogé sur ce qu’il retenait du rapport deux mois après sa diffusion, le 6 décembre 2021, le pape affirme ne pas l'avoir lu, ni n'avoir eu connaissance des commentaires des évêques français ; il explique ce jour-là que « « Quand on fait ce genre d'étude, nous devons être attentifs à l'interprétation que l'on en fait. Quand on le fait sur un temps si long, il y a le risque de confondre la façon de comprendre les problèmes d’il y a soixante-dix ans avec celle d’aujourd’hui. Je veux dire simplement ceci : par principe, une situation doit toujours être interprétée avec l’herméneutique de l’époque, pas de la nôtre. » ». Cependant, quelques jours plus tard, le 13 décembre, le pape reçoit et écoute avec intérêt le président et les vice-présidents de la Conférence des évêques de France qui défendent le rapport Sauvé. Le 9 décembre, le pape devait recevoir Jean-Marc Sauvé, mais l’entrevue a été ajournée sans qu'une nouvelle date ne soit fixée, car, selon lui, une minorité discrédite le travail de la Ciase auprès du pape.
Véronique Margron, présidente de la Conférence des religieux et religieuses de France, indique : « Que dire, sinon éprouver un infini chagrin, une honte charnelle, une indignation absolue ».
Alors que 30 % des abus l'ont été dans des écoles, le secrétaire général de l’enseignement catholique Philippe Delorme affirme que « la lutte contre la pédocriminalité reste un combat quotidien ». Il nie toute volonté d'étouffer les affaires au sein des établissements, mais déplore l'absence d'un système centralisé qui permette de remonter au secrétariat général tous les cas et pas uniquement les plus graves.
De son côté, le cardinal Muller, préfet émérite du dicastère pour la doctrine de la foi, prendra une position très ferme  contre  le rapport : « Les médias et certaines personnalités influentes dans la société civile et dans l’Église de France sont restés sourds à toute critique, pourtant légitimes, sur ses méthodes d’investigation et ses estimations, au point de mettre au pilori tous ceux qui le contestaient et de l’instrumentaliser aveuglement pour faire triompher des réformes tout à fait inadaptées à la crise traversée ».

#### Assemblée des évêques à Lourdes
Les évêques français se réunissent en assemblée plénière du 2 au 8 novembre 2021, consacrant cinq demi-journées à la « lutte contre les violences et agressions sexuelles sur mineurs » et au rapport de la ciase.
Le 5 novembre, ceux-ci reconnaissent « la responsabilité institutionnelle de l’Église dans les violences qu’ont subies tant de personnes victimes », « la dimension systémique de ces violences » et « que cette responsabilité entraîne un devoir de justice et de réparation qui ouvre la possibilité de demander pardon en vérité ».
Le 8 novembre, un ensemble de mesures sont prises et annoncées le jour même. Les évêques annoncent notamment la création d'une instance indépendante de suivi des abus, présidée par la juriste Marie Derain de Vaucresson. Un fonds d'indemnisation est mis en place, il doit être alimenté par des ventes de biens immobiliers ou mobiliers ou par un emprunt si nécessaire, les évêques ne souhaitant pas lancer d'appel aux dons. Neuf groupes de travail pilotés par des laïcs doivent être mis en place, ce qui doit aboutir à des prises de décisions en 2023.
La liste des groupes de travail est la suivante : partage de bonnes pratiques devant des cas signalés ; confession et accompagnement spirituel ; accompagnement des prêtres mis en cause ; discernement vocationnel et formation des futurs prêtres ; accompagnement du ministère des évêques accompagnement du ministère des prêtres ; manière d’associer les fidèles laïcs aux travaux de la Conférence des évêques ; analyse des causes des violences sexuelles au sein de l’Église ; moyens de vigilance et de contrôle des associations de fidèles menant la vie commune et de tout groupe s’appuyant sur un charisme particulier.

#### Académie catholique de France
Huit membres de l'Académie catholique de France adressent au Vatican un texte de quinze pages mettant en cause le travail et les recommandations de la Ciase, estimant que « l'esprit qui préside à l’analyse des causes et à la formulation des recommandations [est] idéologique »,. Ils contestent l'évaluation du nombre de victimes, qu'ils estime « disproportionnée ». Ils arguent qu' au cours des années 1950-1970 , « la pédophilie était tenue pour un élément ad hoc des théories psychanalytiques et philosophiques de la libération sexuelle » et que, « pour certains intellectuels et chercheurs, la pédophilie ne devait [alors] pas seulement échapper à la condamnation juridique » , mais devait aussi, « sous peine de conservatisme moral, être encouragée ». Ils remettent en question la responsabilité institutionnelle de l’Église et la nécessité d'indemnités ou de réparations, rappelant les principes de prescription et de présomption d’innocence.
Toutefois, le psychologue jésuite Hans Zollner, directeur de l’Institut d’anthropologie de l'Université pontificale grégorienne et président du Centre pour la protection des mineurs de l'université, estimant infondée l'accusation de vouloir nuire à l'Église, déclare qu'il ne partage « absolument pas »  les doutes méthodologiques soulevés par les huit signataires, relevant que l'enquête statistique du Ciase a été menée à l'Inserm, selon des méthodes « habituellement en vigueur dans d’autres recherches », par une scientifique « hautement qualifiée ». Dans le même sens, le président de la Conférence des évêques de France répond dans une tribune à ces détracteurs en insistant sur l’importance de ce rapport de la Ciase qui « doit être pris au sérieux ».
Cette démarche suscite la polémique et conduit dix membres de l'Académie à en démissionner, notamment Éric de Moulins-Beaufort, la théologienne Véronique Margron, la philosophe Chantal Delsol, le généticien Jean-François Mattei ou encore l'historienne Nicole Lemaître tandis que Jean-Marc Sauvé, lui-même membre de l'Académie catholique, explique que, selon lui : 

« Rien dans le document de l’Académie catholique n’est de nature à remettre en cause l’analyse de la Ciase (...). Les membres de l’Académie catholique qui ont signé le texte d’Hugues Portelli croient pouvoir épargner à l’Église des indemnisations douloureuses et des réformes nécessaires et profondes en disqualifiant le travail de la Ciase. C’est un grand classique. Malheureusement, cette opération va se retourner contre eux et, plus encore, contre l’Église. Car leur initiative manifeste un grand mépris des victimes et leur argumentation est très pauvre. »

L'annonce du « report » de l’audience des membres de la Ciase par le pape François  alimente des rumeurs de défiance du souverain pontife à l’égard des travaux de la Ciase mais les évêques français reçoivent finalement le soutien du Vatican dans leur démarche, le pape marquant son accord de principe pour une rencontre des membres de la Ciase qui doit être reprogrammée dans les semaines qui suivent.
En février 2022, la Ciase diffuse trois textes défendant la méthodologie et les conclusions de son rapport, en réponse aux critiques de l'Académie catholique de France. Concernant la mise en cause du chiffrage des violences sexuelles, la Ciase transmet le résultat d'une expertise demandée à un groupe de statisticiens de l'Insee et au sociologue François Héran (professeur au Collège de France et ancien directeur de l’Institut national d'études démographiques). Ils concluent que « les méthodes suivies pour conduire l’enquête, redresser et exploiter les résultats ont été globalement conformes aux meilleures normes professionnelles et scientifiques en vigueur ». Jean-Marc Sauvé contredit aussi l'académie sur tous les autres points soulevés, expliquant que « les auteurs [ont cherché à] disqualifier [le rapport de la Ciase] sur la base d’arguments qui prennent le contrepied des enseignements du pape François ».

### Associations
François Devaux, ancien responsable de l'association La Parole libérée, a pris la parole avant la diffusion du rapport. Il interpelle l'Église de France : « Ce qu’il vous faut comprendre messieurs, c’est que vous êtes une honte pour notre humanité ». François Devaux demande de « refonder le système dans une proportion considérable ».
Jean-Paul Mugnier, thérapeute familial, membre de la Commission sur les violences sexuelles et l’inceste (Civiise) salue le courage de l'Église catholique : « Je ne suis pas catholique mais je salue ce travail accompli par l’Église qui a enfin le courage d’affronter la réalité en face. »
Le 11 octobre, François Devaux et les journalistes Anne Soupa et Christine Pedotti (directrice de la rédaction de Témoignage chrétien) appellent à la démission de tous les évêques de France, à l'instar de ce qui s'est passé au Chili en 2018. Les 34 évêques chiliens avaient démissionné en bloc à la suite d'un énorme scandale de pédophilie.
Les associations de victimes, qui contrairement à la recommandation de la Ciase ont été tenues à l’écart par l’épiscopat, se regroupent dans un collectif intitulé De la parole aux actes et proposent leur aide aux responsables religieux, mettant la pression pour qu'ils appliquent les préconisations de la Ciase.

### Politiques
La plupart des candidats à la présidentielle réagissent discrètement, par peur de perdre une partie de leur électorat. L'ancien président de la République Nicolas Sarkozy fait porter la responsabilité à mai 68 et à l'apologie de la pédophilie dans les années 1970.
La classe politique française demande à l'Église des évolutions à la suite de la publication du rapport.

### Libération de la parole
La publication du rapport Sauvé a déclenché une nouvelle vague de témoignages de la part d'anciennes victimes.

### Laïcs
Sur le réseau social Twitter, le hashtag AussiMonÉglise, ou en anglais MyChurchtoo, est utilisé par des laïcs catholiques demandant des réformes de l'Église. Plusieurs milliers de messages ont ainsi été publiés,.
Un sondage IFOP réalisé en octobre 2021 montre que 85 % des catholiques se disent « en colère » après la publication du rapport et que 76 % d'entre eux estiment que la réaction de la hiérarchie n’a pas été à la hauteur des révélations,.

### Débat sur le secret de la confession
Interviewé sur Franceinfo, le 6 octobre 2021  au lendemain de la publication du rapport, le président de la Conférence des évêques de France, Éric de Moulins-Beaufort, déclare que « le secret de la confession est plus fort que les lois de la République» et provoque l'opposition de plusieurs représentants politiques, parmi lesquels Éric Dupond-Moretti qui évoque une « impérieuse obligation » d'alerter, Gabriel Attal selon qui « il n'y a rien de plus fort que les lois de la République dans notre pays » et la députée européenne Manon Aubry (LFI) qui demande « où sont passés ceux qui crient au séparatisme dès qu’un musulman parle et ne disent rien quand un évêque appelle les prêtres à ignorer la loi de la République sous un prétexte religieux ? »,.
Gérald Darmanin, ministre de l'Intérieur et des cultes, reçoit Éric de Moulins-Beaufort une semaine plus tard, le 12 octobre 2021, à la demande d'Emmanuel Macron, « pour que les choses soient claires »,. De fait, le code pénal encadre l'obligation de dénonciation de certains crimes,, prévoit des exceptions à cette obligation pour les personnes astreintes au secret professionnel (dont les prêtres), mais prévoit aussi des exceptions au secret professionnel, et punit la non-assistance à personne en danger,.
À la suite de cet entretien, Éric de Moulins-Beaufort décrit une « formulation maladroite » et a demandé « pardon aux personnes victimes et à tous ceux qui ont pu être peinés ou choqués par le fait que le débat suscité par (ses) propos, (…) au sujet de la confession, ait pris le pas sur l’accueil du contenu du rapport de la Ciase et sur la prise en considération des personnes victimes ».